# ブキッ・ティマ

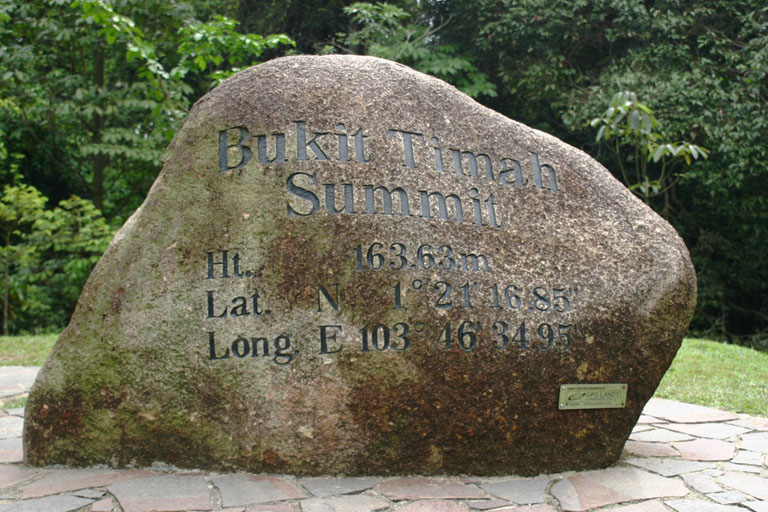
ブキ・ティマの最高地点にある石碑。シンガポールの最高地点であることを示している。

ブキッ・ティマ（Bukit Timah）は、シンガポール島のほぼ中心部に位置する丘陵。標高163.63メートルで、シンガポール最高地点である。シンガポールが独立する前の1955年から選挙区が設けられていた。

## 位置と範囲

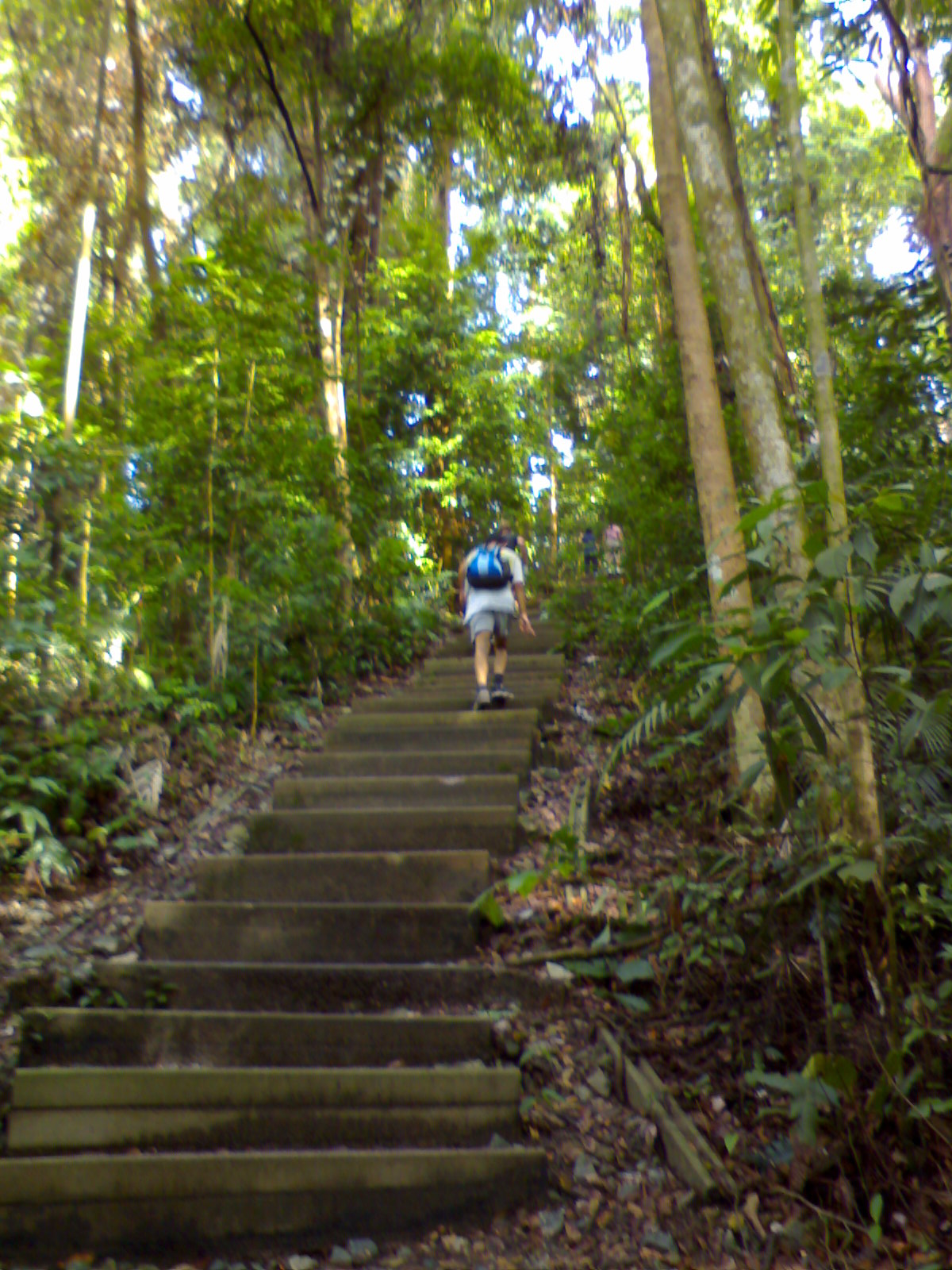
ブキッ・ティマ自然保護区の頂点へと至る階段

シンガポールの中部地区からおよそ10キロメートルの場所に位置する丘陵で、周辺地域も含めてブキッ・ティマ、または「11区」という呼称で呼ばれる場合もある。地区としてのブキッ・ティマの範囲は次第に広がっており、上ブキッ・ティマ（Upper Bukit Timah、通称「21区」）という地域も後になって開発された地域である。

## 地勢
古くから保養地として知られ、現地にはバンガローが数多く立ち並んでいる。周辺は分譲マンションなどが並ぶ、シンガポールでも屈指の高級住宅地となっている。この地域の地価上昇は激しく、これが高層マンション建築に拍車をかけている。
住宅地から程近い場所にはブキッ・ティマ自然保護区があり、840種を超える多様な植物相を抱えるシンガポール随一の原生林が丘の斜面沿いに展開されている。
2011年までマレー鉄道のウエスト・コースト線が通り、ブキッ・ティマ駅があった。

## 歴史
ブキッ・ティマという名前はマレー語で「スズの採れる丘」という意味を持っている。
ブキッ・ティマの名称は1828年に作成された地図上ですでに使われていたことが確認されている。その地図上では実際の場所より北西にずれた場所に描かれ、またクランジ川の水源のひとつとされていた。読み通りの意味から名付けられたとされる一方、いくつかの異説も存在する。ひとつは同じくマレー語でのBukit Temak（Temakの木の丘）が転訛したもの、このほかではファーティマという人名に由来してそれが短縮されたという説もある。
この丘の森には多様な植物相が展開されており、1843年12月にこの丘の頂上へと続く車道が完成すると、ブキッ・ティマは良い保養地として知られるようになった。1883年には自然保護区に指定されている。
1933年4月15日にシンガポールターフクラブが運営するブキッ・ティマ競馬場が作られ、シンガポールの競馬開催は以後同地で長らく運営されていた。1999年にクランジ競馬場が開設されると取り壊され、現在その跡地はターフシティと名付けられたショッピングモールとなっている。

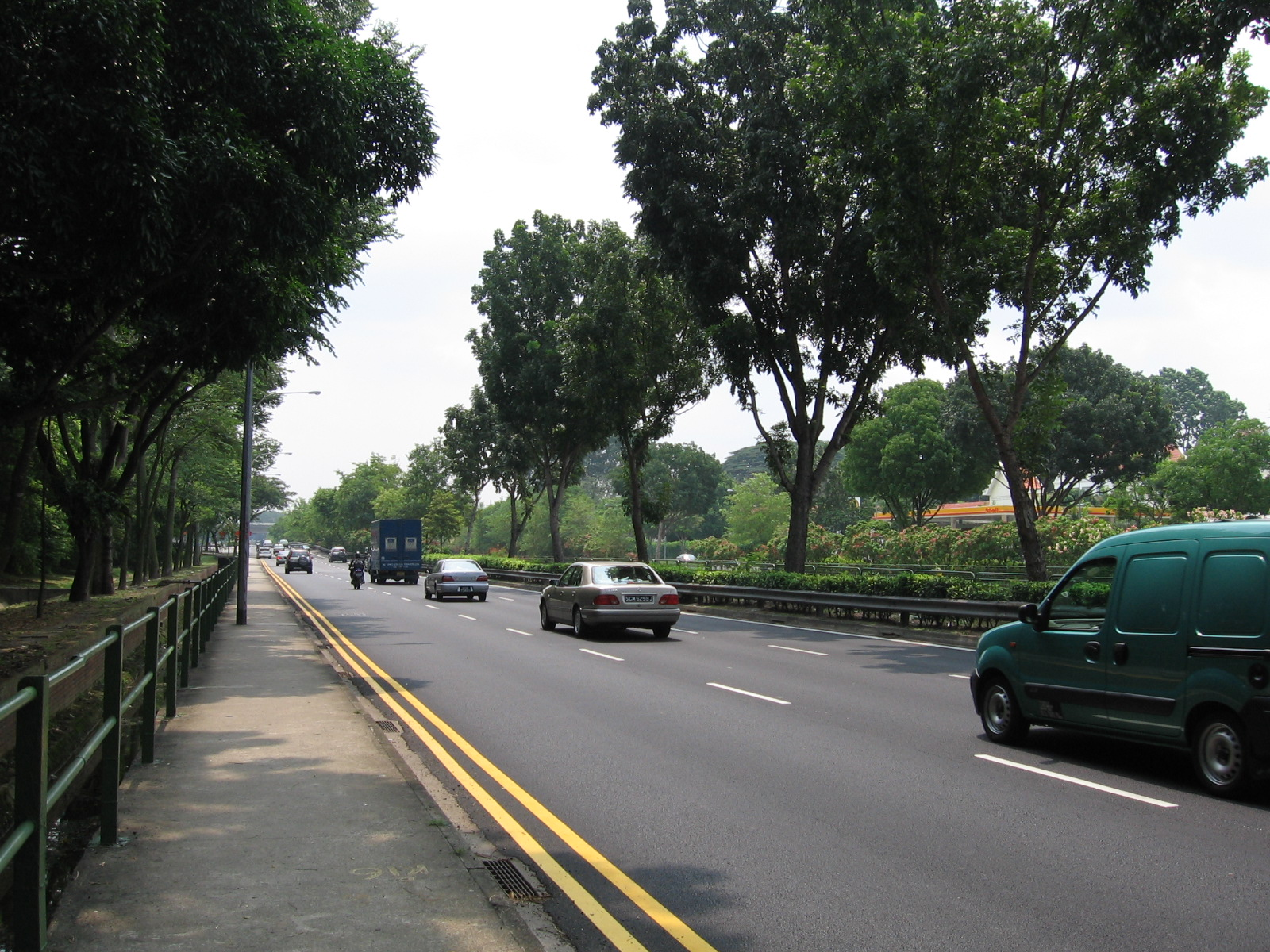
ブキッ・ティマ道路

シンガポールの南北を結ぶ最長の道路であるブキッ・ティマ道路は1845年に完全開通した道路で、同地を通ることから名付けられた。全線開通前の1840年に馬による踏破が試みられ、4日をかけて反対側に到達したとある。この当時は虎も出没する地域であったため、道路近隣の阿仙薬や黒胡椒農場でもたびたび人が襲われ、1860年代にはおよそ200人ほどが命を落としている。
第二次世界大戦中のシンガポールの戦いにおいては、山下奉文率いる日本軍によって占領されている。ブキッ・ティマには燃料や弾薬といった資源が備蓄されており、また重要な水源地であった。このため、日本軍に猛反撃しながらも占拠された側のイギリスの戦意を大きく削いだ。連合国軍が降伏したのちにシンガポール島は「昭南島」と改名され、ブキッ・ティマの丘には昭南神社が建立されていた。その後敗色濃厚となった日本軍は、再び攻めてきた敵軍に神社が穢されるのを危惧して、自らの手で神社および慰霊碑を爆破している。現在は石畳を除くほとんどが残されていないが、その跡地は歴史的観点から史跡としてシンガポール政府に認定されている。
1955年、シンガポールが独立する前に自治体の選挙区が設けられていた。このため、2015年のシンガポール建国50周年の年にブキッ・ティマ地区として60周年が祝われ、リー・シェンロン首相らが祝辞を述べた。
日本軍の撤退後、ブキッ・ティマ周辺の農地はそのほとんどが高層住宅と工業地帯に姿を変えた。以後シンガポールにおける工業の中心地となり、1960年代から1970年代にかけては国内随一の工業地帯であった。のちにそれらは高級住宅地へと変貌を遂げている。